# Бродячий автобус
«Бродя́чий авто́бус» — советский полнометражный цветной художественный фильм, поставленный на киностудии «Ленфильм» в Творческом объединении «Голос» в 1989 году режиссёром Иосифом Хейфицем.

Премьера фильма в СССР состоялась в августе 1990 года.

## Сюжет
Фильм рассказывает об артистах одного театра. Это бродячая труппа, которая путешествует на своём старом почти разбитом автобусе от одного населённого пункта к другому, чтобы показать зрителям несколько своих спектаклей. Каждый из артистов по-своему влюблён в театр, но в фильме также поднимаются и проблемы материального плана, например, проблема выбора между творчеством и деньгами.

## В главных ролях
- Лев Борисов — Николай Тюльпанов
- Михаил Жигалов — Василий
- Афанасий Тришкин — Иван Иванович Дагановский (озвучил Игорь Дмитриев)
- Сергей Паршин — пьяница-колхозник
- Надежда Ерёмина — Наташа
- Лия Ахеджакова — Зина
- Елена Козлитина — Оля
- Олег Вавилов — Сергей Павлович

## В ролях
- Ирина Ракшина — Лариса
- Валентин Букин — Максим Максимович
- Галина Сабурова — Мария Верёвкина
- Галина Чигинская — Ольга
- Константин Мирлин — Костя

## Съёмочная группа
- Сценарист — Людмила Разумовская (по одноимённому либретто, автор Иосиф Хейфиц)
- Постановщик — Иосиф Хейфиц
- Главный оператор — Юрий Шайгарданов
- Главный художник — Владимир Светозаров
- Композитор — Андрей Петров
- Слова романса — Фёдора Сологуба